# Robron

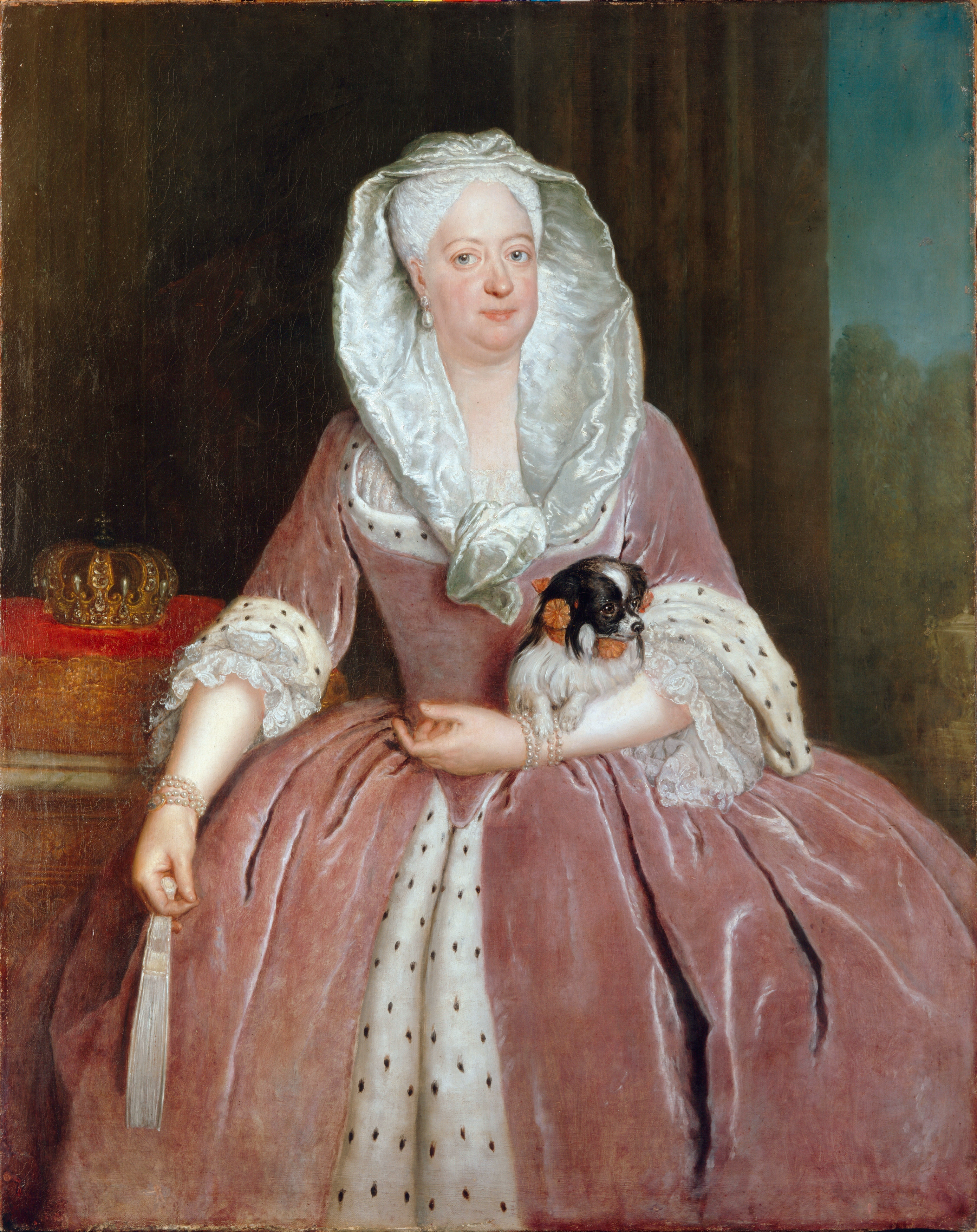
królowa Prus, Zofia Dorota Hanowerska w robronie, portret pędzla Antoine Pesne (1726)

Robron (fr. robe ronde - okrągła suknia) – balowa suknia dworska z ciężkich tkanin jedwabnych, o konstrukcji kloszowej. Charakteryzowała ją szeroka spódnica, z przodu spłaszczona, z boków i z tyłu rozszerzona. Noszona na sztywnej konstrukcji podtrzymującej, tzw. rogówce.
Popularna w XVIII wieku, była jednak wyłącznie suknią balową, gdyż znacznie utrudniała chodzenie (w szczególności po schodach), siadanie czy przechodzenie przez drzwi.